# المركز الكندي للإطارات
المركز الكندي للإطارات (بالفرنسية: Centre Canadian Tire) هي ساحة متعددة الأغراض في أوتاوا، أونتاريو، كندا ، وتقع في الضاحية الغربية من كاناتا.